# Louis Napoléon Lannes
Louis Napoléon Auguste Lannes, hertig av Montebello, född den 30 juli 1801 i Paris, död den 18 juli 1874, var en fransk diplomat, son till Jean Lannes och Louise de Montebello och far till Gustave Louis Lannes.
Lannes var på 1830-talet franskt sändebud efter vartannat i Köpenhamn, Berlin, Bern och Neapel samt 1839 utrikes- och 1847–1848 marin- och kolonialminister. Han var 1858–1864 fransk ambassadör i Sankt Petersburg och blev 1864 senator.